# Mariel Bildsten
Mariel Bildsten est une musicienne et tromboniste américaine.

## Biographie
Originaire de la Californie, Mariel Bildsten est la fille d'un astrophysicien et d'une architecte. Elle grandit dans une maison aux sons de Neil Young, R.E.M. et Brian Eno. À l’âge de dix-huit ans, elle quitte Santa Barbara pour étudier la musique à la New School College of Performing Arts, School of Jazz.
Elle se passionne pour le trombone après avoir découvert le musicien Jay Jay Johnson, grâce à Bryce Craig, son professeur de trombone en 6e année de formation. Elle étudie notamment avec Elliot Mason, Vincent Gardner, Sam Burtis, Jimmy Owens, Mike LeDonne, Steve Turre, Reggie Workman et Jane Ira Bloom.

## Carrière musicale
Basée à New York, Mariel Bildsten travaille comme cheffe d'orchestre et tromboniste, jouant dans des big bands et des petits groupes de jazz, ainsi que dans des groupes de musique afro-latine, de rock, de funk et de r&b. Elle s’intéresse particulièrement au répertoire et à l'orchestration de la scène big band. La musicienne se produit dans un premier temps aux côtés des musiciens Arturo O'Farrill, Eyal Vilner et du batteur Evan Sherman, qui coproduit l’album Backbone. Elle partage également la scène avec l'Arturo O'Farrill & the Afro-Jazz Orchestra, dont elle est le tromboniste principale, ainsi qu’avec le groupe rock Brass Against.
En parallèle de sa carrière musicale, elle est enseignante à Upbeat NYC, une organisation à but non lucratif basée sur El Sistema dans le South Bronx, et qui se consacre à la promotion des jeunes par le biais de la musique d’orchestre.
Mariel Bildsten commence à développer la composition de son premier album en 2019. Elle souhaite que celui-ci reflète les différentes dimensions de son art, en particulier ses compétences en tant qu'arrangeure musicale. Elle s’inspire notamment des arrangements des big bands de Duke Ellington et Count Basie, qu’elle réorchestre pour un quintette. Le quintette enregistre l’album en une seule nuit, au mois de janvier 2019. L’album Backbone est édité en novembre 2020, sur le label Outside in Music.
Mariel Bildsten s'est produite entre autres au Jazz at Lincoln Center, au Carnegie Hall, au Radio City Music Hall, à l'O2 Arena, au Birdland Jazz Club, à l'Apollo Theater, au Chicago Jazz Festival, au Perth International Arts Festival, au Caramoor Jazz Festival, au Smalls Jazz Club ou au Smoke Jazz & Supper Club. Elle a également joué aux côtés de Dee Dee Bridgewater, Roy Hargrove, Wycliffe Gordon, Brian Lynch, Cyrus Chestnut, Lew Soloff ou Frank Lacy,.

## Discographie

### The Mariel Bildsten Quintet
- 2020 : Backbone, The Mariel Bildsten Quintet, Outside in Music

### Brass Against
- 2019 : Brass Against, Footnote Records
- 2019 : Brass Against II, Footnote Records
- 2020 : Brass Against EP, Footnote Records
- 2020 : Brass Against III, Brass Against